# Aslaug Sigurdsdatter
Aslaug Sigurdsdatter med tilnavnet Kraka (= Krage) er sagnhelten Regnar Lodbrogs anden hustru. Hun kendes fra Snorres Edda, Völsunga saga og Regnar Lodbrogs saga. Historien kan læses som et norrønt Askepot-eventyr.

## Opvækst
Aslaug var datter af Sigurd Fåvnesbane og valkyrien Brynhild, men voksede op hos sin mors fosterfar, Heimer. Efter forældrenes død bekymrede Heimer sig for pigens sikkerhed. Han byggede en harpe stor nok til at gemme hende i og rejste omkring som fattig harpespiller. På Spangereid ved Lindesnes overnattede de hos et ældre par, Åke og Grima. Åke mente at se et kostbart klæde, der stak ud fra harpen. Grima overtalte ham til at slå Heimer ihjel, mens han sov; men da de åbnede harpen, fandt de ikke andet end en treårig pige, som ikke kunne tale. Hun blev opfostret af morderne, der satte hende til hårdt arbejde. For at skjule at pigen var af høj byrd, gned de hendes ansigt med sod, lod hende gå i snavsede laser og kaldte hende "Krage"; for hun var ligeså sort som den.

## Ægteskabet med Regnar Lodbrog
En dag kom Regnar Lodbrog med sit skib til Spangereid og blev betaget af den kønne pige. Han bad hende om at komme til sig på skibet; men hun skulle hverken være påklædt eller nøgen, mæt eller fastende; ikke komme alene, men ikke i følge med et menneske. Kraka tænkte sig om og sagde, at hun først ville komme næste morgen. Da svøbte hun sig i et fiskenet og slog sit lange hår ud, så hun hverken var påklædt eller nøgen; hun bed i et løg og var hverken mæt eller fastende; og sin hund tog hun med som ledsager. Regnar Lodbrog lovede hverken at gøre hende eller hunden fortræd; men da hunden bed ham, slog han den ihjel, og Kraka blev betænkelig. Først dagen efter kom hun tilbage og gik med til at gifte sig med ham. Med Regnar fik hun fem sønner, Ivar Benløs, Bjørn Jernside, Hvidsærk, Ragnvald og Sigurd Orm-i-Øje.
Kraka og hendes ophav knytter Regnar Lodbrog og hans efterkommere til vølsungerne og Vølsungesagaen.
Hun æggede sine sønner til at hævne hendes to stedsønner Erik og Agnar (sønner af Regnar og hans første kone, Tora Borgarhjort).

## Historisk analyse
I udgangspunktet hørte Aslaug/Kraka til overleveringer om Sigurd Fåvnesbane og ikke til Ragnar Lodbrog-traditionen. Hun blev opfattet som datter af Sigurd og Brynhild i hvert fald fra den tid, hvor hun blev indflettet i Lodbrog-overleveringen. Hendes tilnavn, Kraka, synes snarere at høre hjemme i historien om Erik den veltalende (Ericus Disertus hos Saxo). Tilnavnet Kraka kendes i norsk eventyrtradition i fortællinger af Askepot-typen. Straks navnet Kraka dukkede op i beretningen, virker det som interessen for hendes baggrund tiltog, hvor egnen ved Spangereid var påvirket af stof fra Danmark og kontinentet på den ene side og fra England på den anden. I en liste over trollkvenna heiti (= troldkone-navne) i Snorres Edda dukker navnet Grima op, og egner sig altså godt som navn på den onde stedmor. Den 250 meter lange Spangereid-kanal er et af de største byggeprojekter fra norsk jernalder; på Samsø findes noget tilsvarende. Spangereid har været et magtcentrum, som både danske og norske konger knyttes til.

## Sagnet i 1900-tallet
Sagnet om Aslaug/Kraka har overlevet fra oldtiden på egnen ved Spangereid. I 1920'erne rejste den norske folkemindeforsker Tore Bergstøl omkring og indhentede også den nutidige version af sagnet: At inde i Svennevig i Spangereid ligger en høj, der kaldes Aslaug-haugen, og en vig kaldet Guldviga. Der blev en pige, der hed Aslaug, og en guldharpe fundet af en omrejsende handelsmand, der hed Himer. Han tog både pigen og harpen med på sine rejser. Så kom han til gården Njerve til det gamle par Åge og Grima. De slog Himer ihjel for at få hans penge. Aslaug blev hos Åge og Grima, men de kaldte hende Kråga (= Krage). En dag gik hun henne ved Krågebækken og passede gederne. Da kom Regnar Lodbrog sejlende ind ad Remesfjorden. Han bad pigen om bord, men hun måtte ikke komme ved dag eller ved nat - ikke påklædt og ikke nøgen - ikke sulten og ikke mæt - ikke kørende, ridende eller gående - ikke med følge og ikke alene. Aslaug kom derfor ved daggry, iført et fiskenet og med løsthængende hår, hun havde spist et bygkorn og sad på en gedebuk med fødderne slæbende i jorden, og hun havde en hund med. Regnar Lodbrog blev imponeret og tog hende til dronning; men da Åge så hende gå om bord, skal han have kommet springende og kaldt på "Kragelil".